# Graham Walker (coureur)
Graham William Walker (Wallington, 4 augustus 1896 - 7 september 1962) was een Brits motorcoureur en journalist. Hij is de vader van de bekende Formule 1-commentator en verslaggever Murray Walker. 

## Carrière
Tijdens de Eerste Wereldoorlog was Graham Walker motorordonnans bij de verbindingsdienst. Hij liep een beenwond op waardoor hij de rest van zijn leven een motorfiets met een aangepast rempedaal moest rijden. Desondanks had hij een indrukwekkende racecarrière voor de merken Rudge, Sunbeam en Norton. In 1927 werd hij Europees kampioen in de 500cc-klasse op de Nürburgring. Hij won de Ulster Grand Prix van 1928 met een Rudge Ulster met een gemiddelde snelheid van 129 km/h. In 1931 won hij de 350cc-klasse van de North West 200, eveneens op een Rudge.

### Isle of Man TT
Hij nam vaak deel aan de Isle of Man TT en in 1931 won hij de 250 cc Lightweight TT. Hij werd voorzitter van de TT Riders Association.
In 1920 startte hij voor het eerst op het eiland Man. In de 500 cc Senior TT werd hij met een Norton dertiende. In 1921 startte hij weer met een Norton in de Senior TT, maar haalde hij de eindstreep niet. In 1922 werd hij met Norton vijfde. In 1923 werd hij in de Senior TT vierde, maar hij werd ook tweede in de allereerste Sidecar TT, die onder protest van de fabrikanten gereden werd, omdat ze zijspanraces geen goede reclame voor hun zijspannen vonden. In 1924 nam Graham Walker weer deel aan de Sidecar TT, ditmaal met een Sunbeam, maar hij finishte niet. In 1925 startte hij met een Sunbeam in de Senior- en de Sidecar TT, maar in beide races viel hij uit. In 1926 werd hij tiende in de Senior TT met een Sunbeam, in 1927 werd hij met Sunbeam vijfde in de Senior TT en startte hij voor het eerst in de 350 cc Junior TT, maar hij viel uit. In 1928 stapte hij over naar Rudge, dat hij tot aan het einde van zijn carrière trouw zou blijven. Hij viel in de Senior TT uit. In 1929 gebeurde hetzelfde. 1930 was een absoluut topjaar voor Rudge. In de Junior TT werden de eerste drie plaatsten gehaald. Graham Walker werd derde achter zijn teamgenoten Henry Tyrell-Smith en Ernie Nott. In de Senior bezette Rudge de eerste twee plaatsen en Walker werd tweede achter Wal Handley. In 1931 nam Norton serieus wraak voor de vernedering door Rudge in 1930. Maar toch werd Walker vijfde in de Junior TT én vijfde in de Senior TT en wist hij de Lightweight TT te winnen. Daar reed dan ook geen enkele Norton in mee. De strijd tussen Norton en Rudge werd in 1932 voortgezet. In de Junior TT werden de Rudge-rijders Wal Handley en Henry Tyrell-Smith tweede en derde, Graham Walker werd vijfde. In de Lightweight TT (zonder Nortons) werd Walker tweede achter Leo Davenport (New Imperial). De Senior TT was een absoluut succes voor Norton, met de snelste Rudge-coureur (Ernie Nott) op plaats vier en Graham Walker op plaats zes. In 1933 startte Walker alleen in de Senior TT, maar hij viel uit. In 1934 waren de eerste drie plaatsen in de Lightweight TT voor het Rudge-team. Jimmie Simpson werd eerste, Ernie Nott tweede en Graham Walker derde. De Senior TT was voor Rudge niet meer belangrijk. Graham Walker was een van de twee Rudge-coureurs en hij werd zesde.

### Journalistiek
In 1935, toen hij zijn racecarrière had beëindigd, werd Graham Walker benaderd door de BBC om als commentator van motorraces bij de radio en de televisie. Vanaf 1949 werd hij bijgestaan door zijn zoon Murray. Die had hij al in 1925 (toen hij twee jaar was) meegenomen naar de Isle of Man TT. Van 1938 tot 1952 was Graham Walker redacteur van het blad Motor Cycling en daarna werd hij directeur van het National Motor Museum in Beaulieu. Onder zijn leiding en mede dankzij zijn bezieling opende het museum in 1956 een motorfietsenafdeling.
Tijdens de Tweede Wereldoorlog nam Graham Walker deel aan een campagne om motorordonnansen te werven.

## Persoonlijk
Graham Walker was de zoon van William en Jessie Walker. Hij had drie broers en twee zusters. Hij trouwde met Elsie Spatt en samen kregen ze een zoon, Graeme Murray Walker. Murray werd op 10 oktober 1923 geboren en werd een bekend auto- en motorsportcommentator.

## Isle of Man TT-carrière
| Jaar | Race           | Plaats | merk    |
| ---- | -------------- | ------ | ------- |
| 1920 | Senior TT      | 13e    | Norton  |
| 1921 | Senior TT      | DNF    | Norton  |
| 1922 | Senior TT      | 5e     | Norton  |
| 1923 | Senior TT      | 4e     | Norton  |
| 1923 | Sidecar TT     | 2e     | Norton  |
| 1924 | Sidecar TT     | DNF    | Sunbeam |
| 1925 | Senior TT      | DNF    | Sunbeam |
| 1925 | Sidecar TT     | DNF    | Sunbeam |
| 1926 | Senior TT      | 10e    | Sunbeam |
| 1927 | Senior TT      | 5e     | Sunbeam |
| 1927 | Junior TT      | DNF    | Sunbeam |
| 1928 | Senior TT      | DNF    | Rudge   |
| 1929 | Senior TT      | DNF    | Rudge   |
| 1930 | Senior TT      | 2e     | Rudge   |
| 1930 | Junior TT      | 3e     | Rudge   |
| 1931 | Senior TT      | 5e     | Rudge   |
| 1931 | Lightweight TT | 1e     | Rudge   |
| 1931 | Junior TT      | 5e     | Rudge   |
| 1932 | Senior TT      | 6e     | Rudge   |
| 1932 | Lightweight TT | 2e     | Rudge   |
| 1932 | Junior TT      | 5e     | Rudge   |
| 1933 | Senior TT      | DNF    | Rudge   |
| 1934 | Senior TT      | 6e     | Rudge   |
| 1934 | Lightweight TT | 3e     | Rudge   |